# Thomas Wilk
Thomas Wilk (* 23. Oktober 1971 in Dortmund) ist ein deutscher Jurist mit dem Schwerpunkt Verwaltungsrecht und politischer Beamter. Seit September 2022 ist er Regierungspräsident des Regierungsbezirks Köln.

## Werdegang
Wilk ist als Einzelkind in seiner Heimatstadt Dortmund aufgewachsen. Nach einer Ausbildung bei der Stadtverwaltung zum Diplom-Verwaltungswirt studierte er Rechtswissenschaften an der Ruhr-Universität Bochum und legte 2003 sein Zweites juristisches Staatsexamen ab. 2005 wurde er in Bochum mit der Dissertation Die Rechtsbeziehungen im Vertragsarztwesen unter besonderer Berücksichtigung der Rechtsstellung des Belegarztes promoviert. Anschließend war er Justiziar im Rechtsamt der Stadt Bochum, juristischer Dezernent bei der Bezirksregierung Arnsberg und Beigeordneter für Recht und Ordnung der Stadt Gladbeck. Von Mai 2013 bis 2018 war er Kreisdirektor, Kämmerer und Kulturdezernent des Kreises Unna. Hier war er maßgeblich dafür verantwortlich, die Finanzen des Kreises Unna zu konsolidieren. Von 2018 bis 2022 leitete Wilk die Abteilung Bauen sowie des BIM-Competence-Centers im Ministerium für Heimat, Kommunales, Bau und Digitalisierung des Landes Nordrhein-Westfalen.
Am 1. September 2022 trat Wilk das Amt des Regierungspräsidenten des Regierungsbezirks Köln an. Er folgte Gisela Walsken nach.
Seit 2021 hat Wilk einen Lehrauftrag für Digitales Bauen und Öffentliches Recht am Lehrstuhl Baubetrieb und Bauprozessmanagement der Fakultät Architektur und Bauingenieurwesen der Technischen Universität Dortmund. Wilk ist seit 2005 Mitglied der SPD, aber parteipolitisch nicht aktiv. Seine Parteimitgliedschaft ruht, da er überparteilich arbeitet.
Zu Wilks Arbeitsschwerpunkten zählen seit vielen Jahren der Diskurs zu Verwaltungsreformen, die breite Implementierung der Managementmethode des Building Information Modeling und die Digitalisierung des Baugenehmigungsverfahrens.

## Privates
Wilk ist geschieden und lebt in Dortmund. Er hat einen Sohn und eine Tochter und spielt im Verein Tennis, fährt in der Freizeit Motorrad, spielt Schach und ist Fan von Borussia Dortmund.

## Publikationen
- Die Rechtsbeziehungen im Vertragsarztwesen unter besonderer Berücksichtigung der Rechtsstellung des Belegarztes (= Bochumer Schriften zum Sozialrecht Band 10; zugleich Dissertation Ruhr-Universität Bochum). Verlag  Peter Lang, Frankfurt am Main, Berlin, Bern, Bruxelles, New York, Oxford, Wien 2005, ISBN 978-3-631-53835-7.
- Krankheitsbedingte Abschiebungshindernisse (insbesondere posttraumatischen Belastungsstörungen und Suizid). In: Verwaltungsrundschau, Heft 01/2005, S. 7–13.
- Konsolidierungsprozesse im Kreis Unna. In: Eildienst, hrsg. vom Landkreistag Nordrhein-Westfalen, Düsseldorf, Heft 04/2015, S. 118–120.
- Bauantrag und Baupläne elektronisch einreichen. In: Städte- und Gemeinderat, hrsg. vom Städte- und Gemeindebund Nordrhein-Westfalen, Düsseldorf, Heft 03/2019.
- mit Margo Mlotzek: Vernetzen, informieren, pilotieren. In: BIM in NRW, Build-Ing. (Digitales Planen, Bauen und Betreiben), Heft 04/2019, S. 42–45.
- Erfolgreiche Pilotprojekte ebnen. In: Weg für BIM-Einführung, KU Gesundheitsmanagement Special Planen, Bauen & Einrichten, Heft 07/2019.
- Der digitale Bauantrag ist da. Durchbruch bei der Digitalisierung der Baugenehmigungsverfahren in NRW. In:  Deutsches Architektenblatt, Heft 07/2021, S. 16–18.
- BIM für Kommunen, Build-Ing. In: Digitales Planen, Bauen und Betreiben, Heft 06/2021, S. 40–41.
- mit Lisa Lenz: Konkretisierungen und Empfehlungen für die Vergabe von BIM-Leistungen. In: Bauwirtschaft Heft 01/2022, S. 21–35.
- BIM und nachhaltiger Betrieb von Gebäuden. In: Bauwirtschaft, Heft 01/2023, S. 1–10.
- Digitalisierung des Baugenehmigungsverfahrens und BIM-basierter Bauantrag. In: Mike Gralla und Ivan Cadez (Hrsg.): Perspektivwechsel – Mit innovativen Bauprojekten die Zukunft nachhaltig gestalten (= Tagungsband 7. Internationaler BBB-Kongress), S. 243–260.
- BIM in Deutschland - Braucht Deutschland eine BIM-Pflicht? In: Build-Ing. - Digitales Planen, Bauen und Betreiben. Heft 04/2024, S. 12–17.
- Stand der BIM-Implementierung in Deutschland: Was ist seit dem Stufenplan 2015 in Bund und Ländern passiert, welche Schritte zur BIM-Implementierung waren im Ausland erfolgreich, und würde eine BIM-Pflicht helfen? In: Bauwirtschaft, Heft 04/2024, S. 121–140.

## Einzelbelege
1. ↑  Kreis Unna: Lebenslauf, abgerufen am 20. Juli 2022
2. ↑  Verlag Peter Lang: Biographische Angaben Thomas Wilk (Autor:in), abgerufen am 16. Juli 2022
3. ↑  Katalog Deutsche Nationalbibliothek, abgerufen am 16. Juli 2022
4. ↑  Hellweger Anzeiger vom 18. Juli 2022: Dr. Thomas Wilk Ex-Kreisdirektor aus Unna wird Regierungspräsident in Köln, von Kevin Kohues, abgerufen am 19. Juli 2022
5. ↑  Landesregierung beschließt Berufung und Ernennung der Regierungspräsidentinnen und -präsidenten für die Bezirksregierungen. 15. Juli 2022, abgerufen am 1. September 2022.
6. ↑  Kölner Stadt-Anzeiger vom 26. August 2022: Gisela Walsken im Interview „Köln muss sich um neue Schulplätze kümmern“, von Peter Berger und Matthias Hendorf, Infobox Thomas Wilk übernimmt am 1. September, abgerufen am 27. August 2022
7. ↑  Kölnisches Rundschau vom 21. Juli 2022: Sein Herz schlägt für den BVB. Das ist Kölns neuer Regierungspräsident, von Klaus Müller, abgerufen am 22. Juli 2022

| Personendaten    | Personendaten             |
| ---------------- | ------------------------- |
| NAME             | Wilk, Thomas              |
| KURZBESCHREIBUNG | deutscher Politiker (SPD) |
| GEBURTSDATUM     | 23. Oktober 1971          |
| GEBURTSORT       | Dortmund                  |